# Чагиев, Беслан Саварбекович
Бесла́н Саварбе́кович Чаги́ев (24 марта 1968 или 24 июля 1968, Целиноградская область — 15 мая 2009, Грозный) — советский и российский борец греко-римского стиля, призёр чемпионата СССР и Кубка мира, чемпион России, СНГ и Европы, мастер спорта СССР международного класса (1989), тренер.

## Биография
Выступал в весовой категории до 74 кг. В 1993 году окончил факультет физической культуры Красноярского государственного педагогического института. В 1996 году оставил большой спорт, после чего работал тренером Красноярской школы высшего спортивного мастерства имени Д. Г. Миндиашвили. Жил в Красноярске.

### Гибель
15 мая 2009 года Чагиев совершил теракт у здания МВД в Грозном. В результате теракта, кроме Чагиева, погибли ещё три человека (два милиционера и водитель такси), пять человек были ранены.

## Выступления на чемпионатах страны
- Чемпионат СССР по классической борьбе 1990 года — ;
- Чемпионат России по греко-римской борьбе 1992 года — ;